# 火箭推进剂
火箭推进剂是为火箭发射提供动力的物质。一般以某种形式大量存储在推进剂容器里，被用来大量从火箭发动机喷射出以流体喷射物的形式，以产生推力作为推进。燃料推进剂往往与氧化剂推进剂燃烧产生大量非常热的气体。这些气体膨胀并从喷嘴喷出，不断加速，从火箭底部冲出产生推力直到火箭达到极高的速度。有时推进剂不会燃烧，但可以从外部加热都达到更好的效果。对于较小的实验推进器，使用压缩气体通过推进喷嘴喷出以推动飞船。
化学火箭推进剂是最常用的，火箭通过放热化学反应产生热气体达到推进目的。 
在离子推进器中，推进剂是带电的原子，以磁性排斥的方式从飞船尾部推出。然而磁加速离子驱动器通常不被认为是火箭，而是一个使用电加热和磁喷嘴的类似级推进器。

## 概述

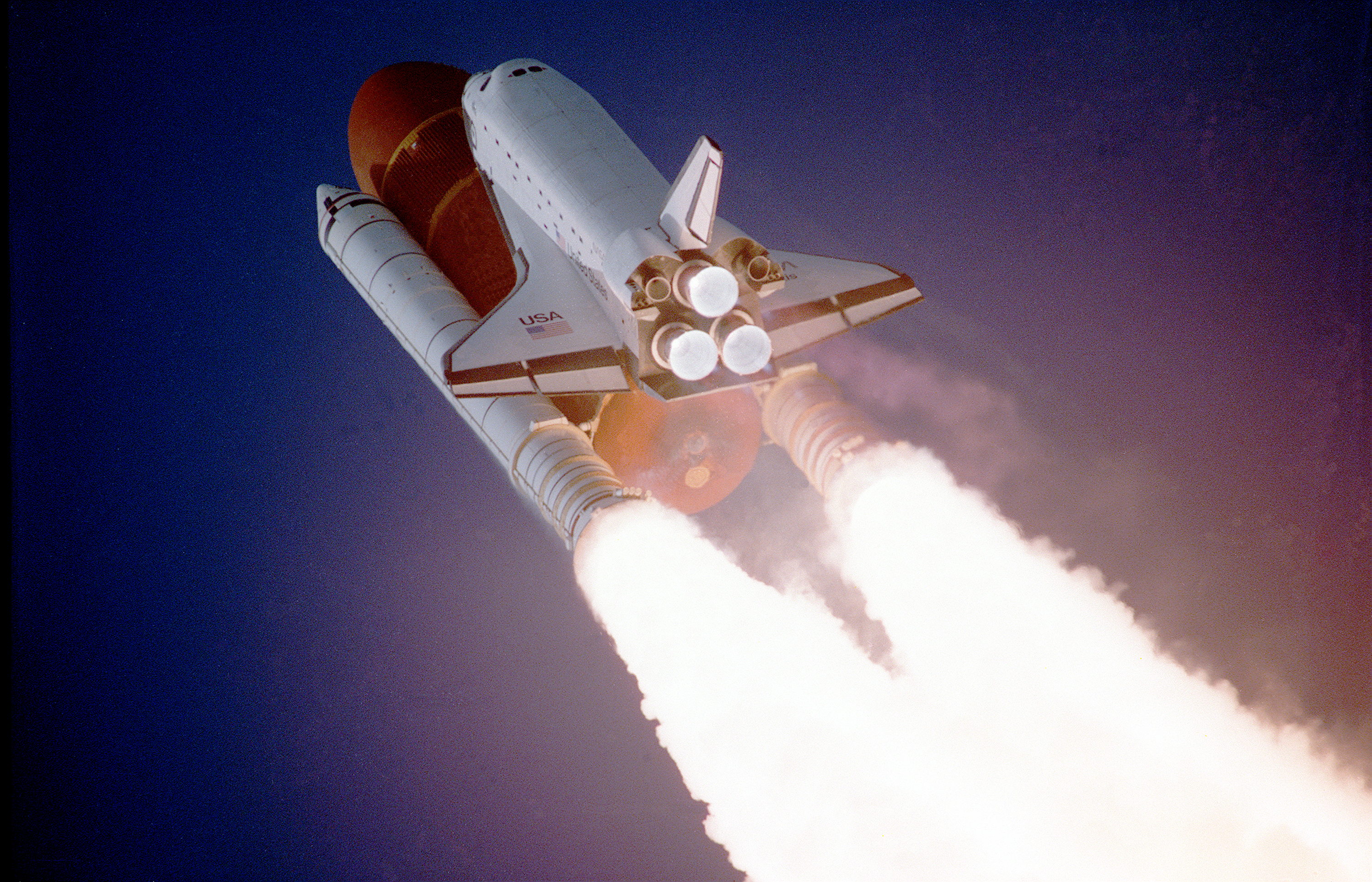
起飞中的阿特兰蒂斯号航天飞机

火箭通过尾部高速喷气排出质量以产生推力（见牛顿第三定律）。  

## 化学推进剂
主要有三种类型的推进剂：固体，液体，和混合型。
燃料和氧化劑均為液體的火箭稱為液體火箭.
燃料和氧化劑兩者均是固體為固態火箭。
其他使用不同物質組合作為燃料的發動機（火箭）稱為混合火箭。

### 固体推进剂

#### 历史
最早固體火箭推進劑是在13世紀中國宋朝發展起來的。1232年，宋人在開封圍城戰中首次使用火藥。
黑火藥主要用作煙花和模型火箭的固體燃料。
對於軍事應用，在第二次世界大戰時，黑色火藥就被硝化纖維取代。但均質固體推進劑大多屬於低能推進劑,其出口速度小於2200 m/s。
1950 年代和 60 年代，美國研究人員開發了高氯酸銨複合推進劑（APCP）。這種混合物通常是 69-70% 精細研磨的高氯酸銨（一種氧化劑），結合 16-20% 細鋁粉（一種燃料），混合在 11-14%聚丁二烯丙烯腈(PBAN) 或羥基封端的基料中聚丁二烯（聚丁二烯橡膠燃料）。混合物形成為稠化液體，然後澆鑄成正確的形狀並固化成堅固但柔韌的承重固體。 高氯酸銨使用氧化劑等氯化合物時，燃燒產物具有有毒致癌物。
1970 年代和 1980 年代，美國完全改用固體燃料洲際彈道導彈：LGM-30 Minuteman和LG-118A Peacekeeper (MX)。
1980 年代和 1990 年代，蘇聯/俄羅斯還部署了固體燃料洲際彈道導彈（RT-23、RT-2PM和RT-2UTTH），但保留了兩種液體燃料洲際彈道導彈（R-36和UR-100N）。

#### 描述
固體推進劑有兩種主要類型。“複合材料”由大多固體氧化劑的顆粒，諸如混合物的硝酸銨，二硝酰胺銨，高氯酸銨，或硝酸鉀在聚合物結合劑，用高能燃料化合物（實例薄片或粉末：RDX，HMX，鋁、鈹）。也可以添加增塑劑、穩定劑和/或燃燒速度調節劑（氧化鐵、氧化銅）。
單、雙或三基（取決於主要成分的數量）是一到三種主要成分的均勻混合物。這些主要成分必須包括燃料和氧化劑，通常還包括粘合劑和增塑劑。所有成分在宏觀上無法區分，並且通常以液體形式混合併在單個批次中固化。成分通常可以有多種作用。例如，RDX 既是燃料又是氧化劑，而硝基纖維素是燃料、氧化劑和結構聚合物。
更複雜的分類是，有許多推進劑包含雙基和復合推進劑的元素，它們通常包含一些均勻混合到粘合劑中的高能添加劑。在火藥（一種沒有聚合物粘合劑的壓制複合材料）的情況下，燃料是木炭，氧化劑是硝酸鉀，硫作為反應催化劑，同時也被消耗以形成各種反應產物，如硫化鉀。
最新的基於CL-20（HNIW）的硝胺固體推進劑可以與NTO/UDMH可儲存液體推進劑的性能相匹配，但不能節流或重新啟動。

#### 优点
固態火箭推進劑優點有 重量較輕 對外界震盪及碰撞之危險性較小 
燃料保存年限較液態燃料久 也不須多餘的管線或加壓設備

#### 缺点
固態火箭推進劑的缺點有 工作時間短 一經燃燒即無法隨便停止，無法控制燃燒時間。

### 液体推进剂
液體燃料火箭（液體火箭）時，液體的的燃料和氧化劑被儲存在罐中，通過燃燒它是在發動機的燃燒室中的適當的比例混合產生推力火箭。推進劑注入到燃燒室超臨界狀態
儘管比固體燃料火箭更複雜和不可靠，但使用混合時自燃的自燃推進劑的火箭相對簡單。此外衛星的姿態控制，例如對於一些發動機使用過氧化氫和肼作為催化劑的簡單結構使用分解推進劑的單液型容易一些。
二戰中使用的V2火箭以液氧（LOX）為氧化劑，以75%乙醇和25%水的混合物為燃料。在戰後的導彈中，燃料已被煤油和肼代替，氧化劑已被液氧、四氧化二氮、硝酸等代替。已經提出了比現在更好的比衝的推進劑，例如使用液氟和添加鋰，但從毒性、致癌性和腐蝕性等處理的角度來看，它們是不現實的。過去使用推進劑曾多次發生引發事故。

#### 优点
液體燃料火箭比固體火箭具有更高的比衝，並能夠控制節流閥、關閉和重新啟動 。只有液體燃料火箭的燃燒室才需要承受高燃燒壓力和溫度。燃燒室冷卻利用冷凍液體推進劑降溫，大多數軌道運載火箭使用液體推進劑。

#### 缺点
液體推進劑的主要困難還在於氧化劑。可儲存的氧化劑，如硝酸和四氧化二氮，往往具有劇毒和高反應性，而根據定義，低溫推進劑必須在低溫下儲存，也可能存在爆炸、毒性問題。液氧(LOX) 是一般低溫氧化劑 - 但其他諸如 FLOX、氟/LOX 混合物會有不穩定、毒性和爆炸性問題。
液體燃料火箭需要麻煩的閥門系統、密封件和渦輪泵會增加火箭的成本。由於高性能要求，高精密渦輪泵特別難製作。

#### 现状
主要燃油系統有：
- 二液式
  - 煤油+液氧
  - 液氫+液氧
  - 液化甲烷+液氧
- 二液式（自燃式推進劑）
  - 聯胺+硝酸
  - 一甲基肼+硝酸
  - 不對稱二甲基肼+四氧化二氮
- 單液式
  - 聯胺
  - 過氧化氫

### 气体推进剂
气体推进剂通常涉及某种形式的压缩气体。然而，由于密度低，且压力容器重量高，目前很少使用气体推进剂，但有时也用于姿態噴嘴，特别是惰性推进剂。 
GOX被用来作为Buran program的轨道操纵系统的推进剂之一。

## 惰性推进剂
一些火箭设计的推进剂来自非化学能源或甚至是来自外部的能源，事實上是藉此產生反作用力的物質。例如水火箭使用压缩气体，一般是空气，迫使水从火箭喷出。
太阳能火箭和核能火箭通常建议使用液氢以达到600-900秒Isp（比冲），或在某些情况下，用水蒸汽达到190秒Isp。
此外对于低性能要求的情况，如姿态喷射器，也有用惰性气体氮气的。

## 混合比例
给出的化学推进剂理论排空速率是每单位质量推进剂（具体能量）能量释放的函数。未燃尽的燃料或氧化剂会影响具体能源。令人惊讶的是，大多数火箭载富燃料运行。

## 推进剂密度
虽然液氢有很高的Isp，其密度低是一个重要的缺点：每公斤氢占地的体积是密集燃料（如煤油）7倍多。 这不仅对贮槽设施不利，而且油箱的管道和燃油泵，需要原来体积和重量的7倍。（引擎的oxidiser一侧和渣当然不受影响。）这使得航天器的干质量要高得多，所以使用液氢比起预想的不是这么有效。事实上，一些致密碳氢化合物/液氧推进剂组合具有较高的性能同时，干重的不利也包括在内。
由于较低的Isp, 密集推进剂运载火箭，具有更高的起飞质量，但这并不意味着一个成比例的高成本，相反，航天器很可能最终更便宜。液氢生产和储存是相当昂贵的，并在航天器的设计和制造带来许多实际困难。
由于较高的整体重量，密集燃料运载火箭必然要求更高的起飞推力，但它携带推力的能力要一直持续到达轨道。这一点，再加上更好的推力/重量比，这意味着密集燃料的航天器达到轨道早些时候，从而尽量减少重力阻力造成的损失。因此，这些航天器的有效delta-v要求减少了。
但是，液氢给予明确的优势，整体重量需要最小;例如，土星V飞行器在它的末级使用液氢;降低了重量，这意味着使用密集燃料的第一级可成比例的缩小，节省不少钱。

## 其他
- 氢技术时间线
- Category:火箭燃料
- 比较：航空燃油
- 核动力推进
- 离子推进器